# Meret Schneider

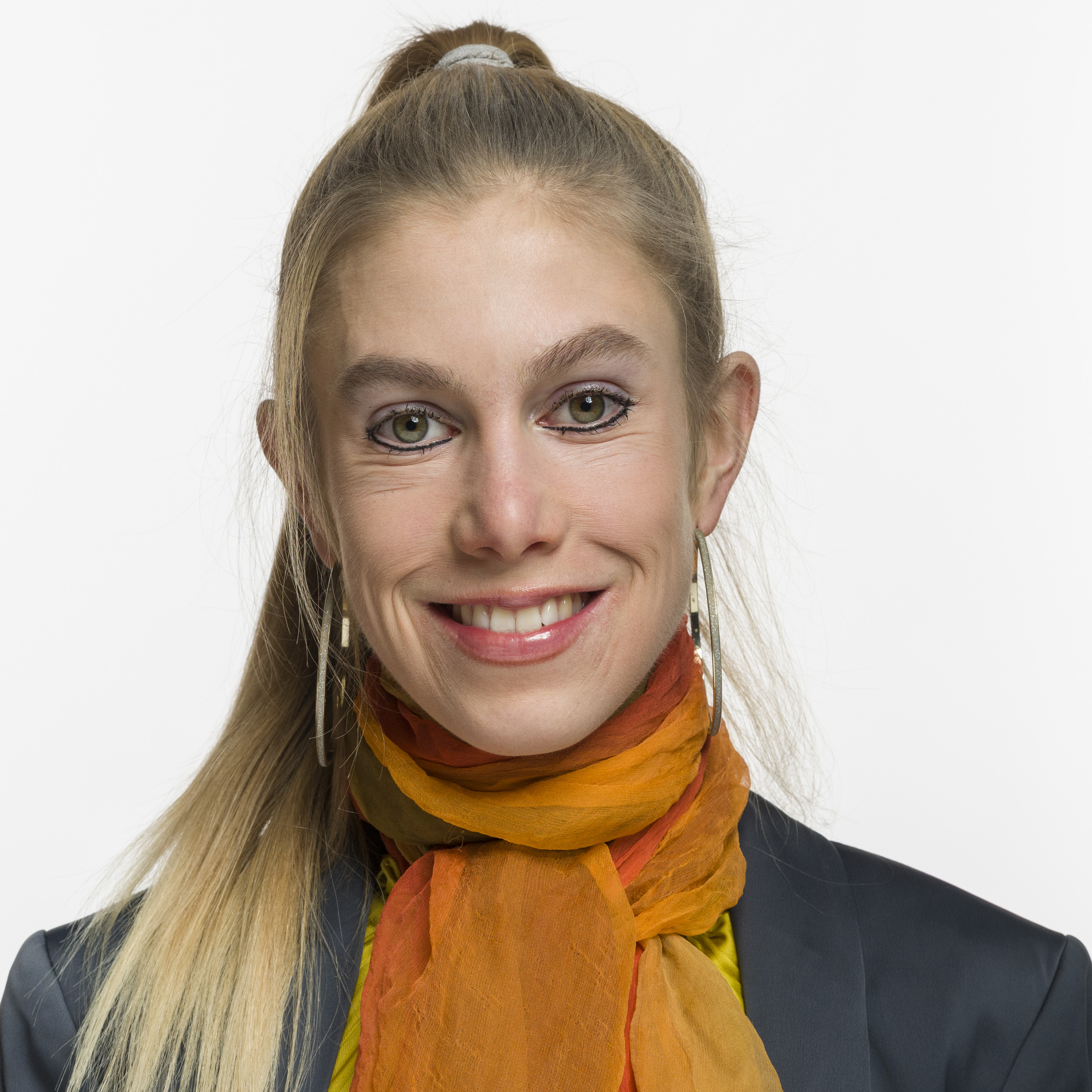
Meret Schneider (2019)

Meret Schneider (* 22. August 1992 in Uster; heimatberechtigt ebenda) ist eine Schweizer Politikerin (Grüne). Von 2019 bis 2023 und seit 2024 ist sie Nationalrätin.

## Leben
Meret Schneider wuchs im Zürcher Oberland auf und studierte Sprachwissenschaften, Umweltwissenschaften und Publizistik. Nach ihrem Studium arbeitete sie beim Verein Sentience Politics als Projektleiterin bei verschiedenen kommunalen Initiativen zur nachhaltigen Ernährung und war später Co-Geschäftsleiterin; laut dem Archiv für Agrargeschichte war sie ab spätestens 2017 bis 2020 Geschäftsführerin von Sentience Politics. Sie arbeitet im Bereich Consulting und Politik für die Tierschutzorganisation Vier Pfoten und ist als Kolumnistin tätig. Sie vertrat insbesondere die Massentierhaltungsinitiative, welche 2019 bei der Bundeskanzlei eingereicht worden ist.
Im Vorfeld der Basler Fleischlos-Initiative 2018 kritisierte Mitinitiantin Schneider den Tierschützer Erwin Kessler (damals Präsident und Geschäftsführer des Vereins gegen Tierfabriken) in den Sozialen Medien. Dabei ging es um Antisemitismus- und Rassismus-Vorwürfe. Kessler klagte gegen Schneider wegen Persönlichkeits- und Ehrverletzung; Schneider wurde verurteilt und musste die Gerichts- und Anwaltskosten übernehmen.
Meret Schneider, oftmals als Vegetarierin oder Veganerin bezeichnet, isst tierische Produkte grundsätzlich nur, wenn sie diese beim Containern findet, womit die Nachfrage nicht gefördert wird. Milchprodukte verzehre sie besonders, wenn sie im Sommer auf der Alp ist, meide jedoch Fleisch. Sie lebt in Uster.

## Politik
Meret Schneider war von 2014 bis 2019 Mitglied des Gemeinderates (Legislative) von Uster, wo sie die Grünen in der Rechnungsprüfungskommission und der Kommission für Planung und Bau vertrat. 2019 wurde sie in den Kantonsrat des Kantons Zürich gewählt, wo sie Mitglied der Aufsichtskommission Bildung und Gesundheit wurde. Nach ihrer Wahl in den Nationalrat im Herbst 2019 trat sie aus dem Kantonsrat zurück. Im Nationalrat war sie Mitglied der Kommission für Wissenschaft, Bildung und Kultur. Bei den Wahlen 2023 wurde sie nicht wiedergewählt. Nach dem Rücktritt von Bastien Girod rückte sie Anfang Dezember 2024 wieder in den Nationalrat nach.
Meret Schneider ist Vorstandsmitglied der Grünen Partei Uster und Vorstandsmitglied des Vereins GrünstattUster.